# Селисько
Се́лисько (пол. Siedliska) — село в Україні, в Львівському районі Львівської області. Населення становить 171 особу. Орган місцевого самоврядування — Солонківська сільська рада.

## Населення
За даними всеукраїнського перепису населення 2001 року, в селі мешкала 171 особа. Мовний склад села був таким:
| Мова       | Число ос. | Відсоток |
| ---------- | --------- | -------- |
| українська | 171       | 100      |

## Економіка
- Фермерське господарство «Агротем»;[2][3]
- Сироварня "Джерсей".[4][5][6]